# Могошешть (Ясси)
Могошешть, Могошешті (рум. Mogoșești) — село у повіті Ясси в Румунії. Входить до складу комуни Могошешть.
Село розташоване на відстані 309 км на північ від Бухареста, 13 км на південний захід від Ясс.

## Населення
За даними перепису населення 2002 року у селі проживали 2734 особи, з них 2733 особи (> 99,9%) румунів. Рідною мовою 2733 особи (> 99,9%) назвали румунську.